# Omeleta

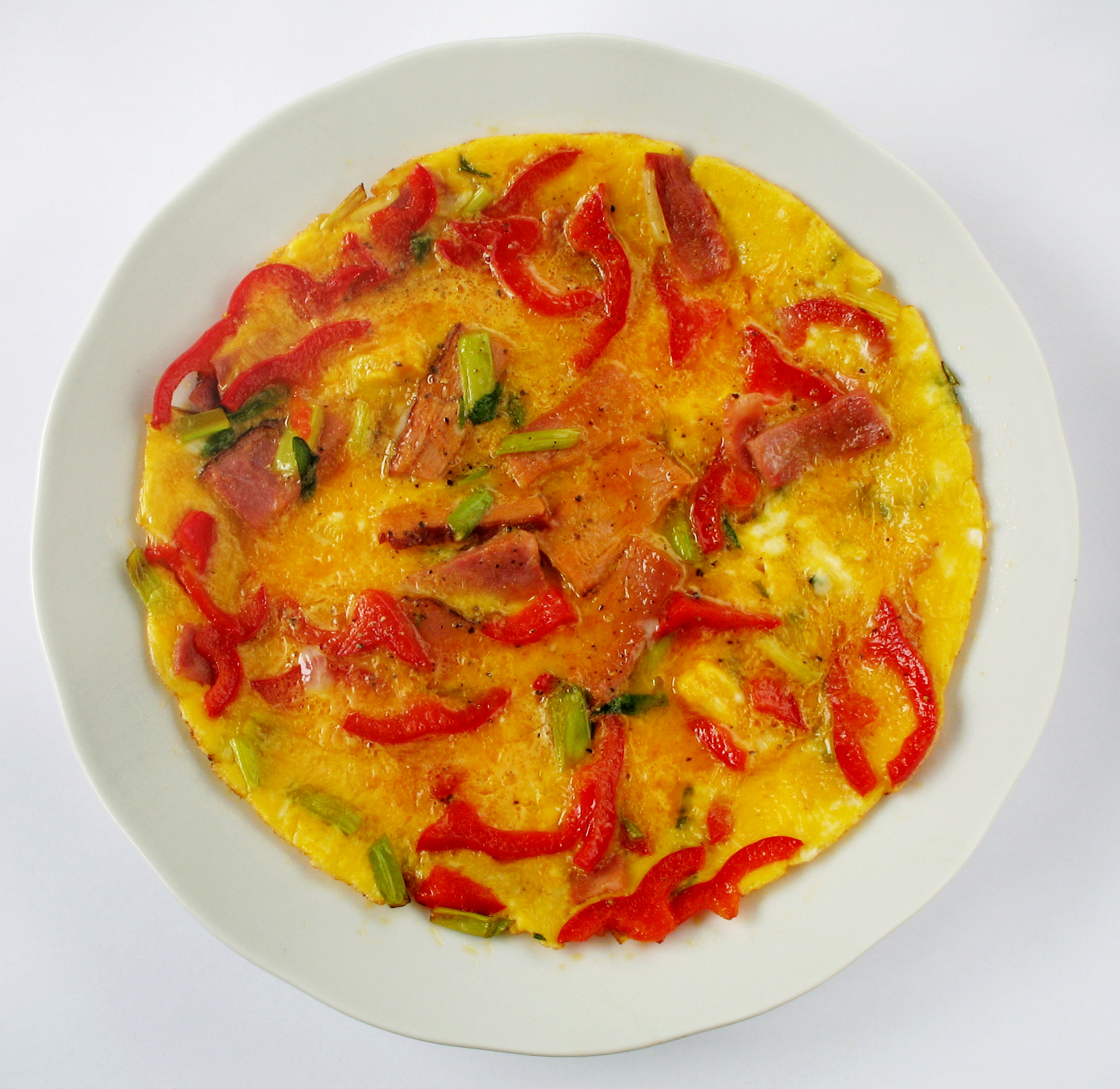
Omeleta

Omeleta je pokrm, který se vyrábí z rozšlehaných vajec, do kterých lze přidat různé přísady. Směs se rovnoměrně rozlévá na rozpálenou pánev a v průběhu smažení už se nemíchá. Smaží se až do doby, kdy je ztuhlá a dostane zlatou barvu.
Po osmažení se omeleta může plnit různými zeleninovými, masovými nebo houbovými náplněmi. Plní se ihned po usmažení. Pak se zabalí (přeloží) a podává.
Způsoby přípravy
- přírodní omeleta
- omeleta s přísadou
- plněná omeleta
- piškotová omeleta